# Louise Friederike von Württemberg

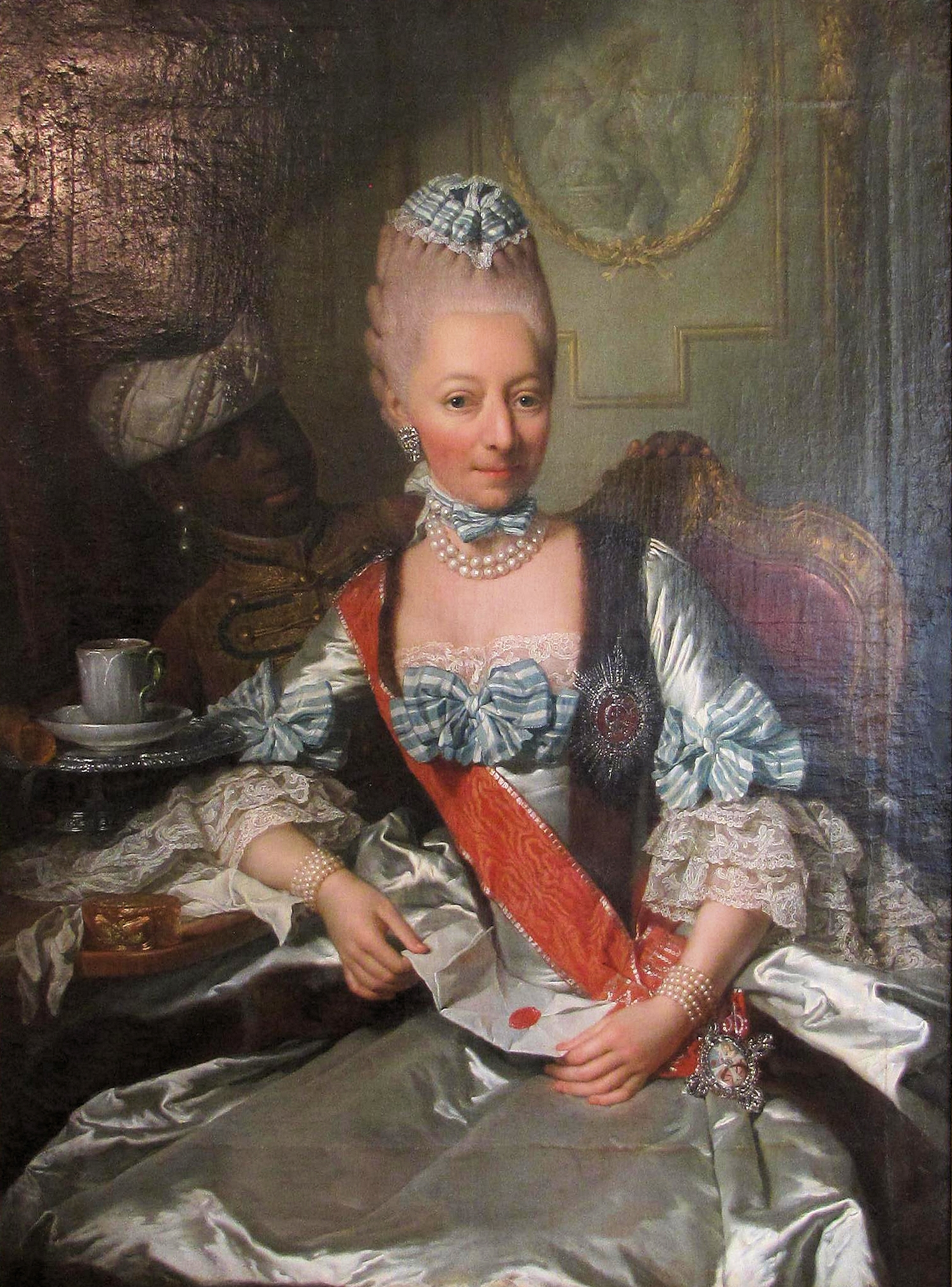
Louise Friederike (1772), Porträt von Georg David Matthieu

L(o)uise Friederike (* 3. Februar 1722 in Stuttgart; † 2. August 1791 in Hamburg) war eine Prinzessin von Württemberg und durch Heirat Herzogin zu Mecklenburg im Landesteil Mecklenburg-Schwerin.

## Leben
Sie war die Tochter von Erbprinz Friedrich Ludwig von Württemberg und Henriette Marie von Brandenburg-Schwedt.
Seit dem 2. März 1746 war sie mit Friedrich (der Fromme) zu Mecklenburg verheiratet. Die Hochzeit fand wegen des frühen Todes des Brautvaters am Hof ihres brandenburgischen Onkels Friedrich-Wilhelm von Brandenburg-Schwedt auf Schloss Schwedt in Schwedt statt. Die Ehe blieb kinderlos, so dass ihr Neffe Friedrich Franz I., Sohn ihres Schwagers Ludwig, nach seinem Tod die Regentschaft übernahm.
Herzogin Louise Friederike bezog jeweils in der Sommerzeit ein vom Hof Anfang der 1760er-Jahre erworbenes Haus in Hamburg. Nach dem Tod ihres Mannes, ab Ende 1786, nahm sie die übrige Zeit des Jahres ihren Witwensitz im Rostocker Palais. Ihr Porträt „mit Mohrenknaben“ (1772) von dem Hofmaler Georg David Matthieu befindet sich in der Sammlung des Staatlichen Museums Schwerin.
1763 stiftete sie den Stiftsorden Pour la vertu für Konventualinnen der drei mecklenburgischen Damenstifte Dobbertin, Ribnitz und Malchow.
Louise Friederike wurde wie ihr Mann in der Hofkirche in Ludwigslust beigesetzt. Ihre Gruft befindet sich unterhalb des als Confessio erhöhten Altarbereichs mit seiner zentralen Kanzel und den geschwungenen Treppenläufen. Der Granit-Sarkophag ihres Gatten, des Bauherrn Herzog Friedrich, steht vor dem Eingang der Gruft in der Mitte des Kirchensaals.

## Orden
- Russischer Orden der Heiligen Katharina